# 实验语音学
实验语音学又称为仪器语音学，是一门通过仪器来研究语音的学科，是语音学的分支。

## 发展历史
实验语音学最初是从对语音的实验研究发展起来的，主要以人的发音生理为主要研究对象。主要通过一些医疗器械，例如胸压计、喉头镜、X光机，来测量人类发音时声带的震动、舌头的部位等。
在20世纪5、60年代，逐渐发展为以声学试验为主，使用示波器、频率分析计、声级记录仪来测量语音的波形和频谱，研究它的物理特性。在这个时期，动态声谱仪的使用对实验语音学的发展起到了很大的促进作用。
随着计算机技术的发展，计算机被应用于语音的分析-合成研究。

## 研究对象
实验语音学的研究对象是语音。但是和语音学不同的是，它研究的是从说到听整个过程中的言语形式，研究的是语音在发生、传播、感知过程中的各种形式，而不仅仅是已经发出来的语音。

## 涉及的学科
实验语音学的内容除了涉及语言学之外，还涉及生理学、声学、心理学、电子学、数学、医学、计算机科学的理论和技术，与自然科学地结合越来越紧密。

## 实验仪器
在实验语音学中所使用的仪器大致可以分为这些：
- 测量肺部气流的压力和流量的仪器：加热流速计、热镍风速计、气压换能器
- 观察和测量声带振动的仪器：喉头镜、牙科镜、高速电影摄影机、肌电仪
- 测量和分析声腔共鸣和调节作用的仪器
- 对语音的声学特性进行波形分析：音鼓浪纹计、电磁音笔浪纹计、示波器
- 对语音的声学特性进行频谱分析：频率分析计、语图仪、音高显示器、声级记录仪
- Praat语音学软件